# 山西省总工会
37°52′42″N 112°33′42″E / 37.87836°N 112.56160°E
山西省总工会是山西省地方工会和产业工会的领导机关，受中国共产党山西省委员会和中华全国总工会领导。